# Nazarius (Redner)
Nazarius war ein spätantiker Redner, der Ende des 3./Anfang des 4. Jahrhunderts n. Chr. lebte.
Nazarius stammte wahrscheinlich aus Gallien. Ausonius zufolge war er Professor für Rhetorik in Burdigala, dem heutigen Bordeaux, und scheint großes Ansehen genossen zu haben, wie eine Äußerung in der Chronik des Hieronymus nahelegt. Nazarius hatte wohl eine Tochter namens Eunomia, die Christin war, er selbst war jedoch wahrscheinlich Heide. Ansonsten ist kaum etwas über seine Person bekannt.
Im Jahr 321 hielt Nazarius, wahrscheinlich in Rom, zwei Panegyriken zu Ehren des 15. Regierungsjubiläums Kaiser Konstantins I. und des fünfjährigen Regierungsjubiläums des Caesars (Unterkaisers) Crispus. Ungewiss ist allerdings, ob die Reden wirklich in Rom und auch in Anwesenheit Konstantins oder Crispus’ gehalten wurden. Von diesen Reden ist eine, die zu Ehren Konstantins, in den sogenannten Panegyrici Latini überliefert (Nr. 4 nach Mynors Zählung). Thema ist dasselbe wie das des unbekannten Panegyrikers von 313 (Nr. 12 nach Mynors Zählung): der Sieg Konstantins über seinen Rivalen Maxentius im Jahr 312.
Die Rede selbst ist eine wichtige Quelle und bietet eine Fülle von Informationen zum Feldzug, aber auch zu anderen Themenkomplexen. Nazarius’ Stil ist recht blumig und zum Teil sehr verschachtelt, eines seiner Vorbilder ist wohl Marcus Tullius Cicero. Die militärischen Fähigkeiten des Kaisers und seines Sohnes werden gelobt, während der Feldzug gegen Maxentius so beschrieben wird, dass Konstantin zum Angriff gezwungen wurde und unter Anleitung seines „göttlichen“ verstorbenen Vaters Constantius I. den Sieg davontrug. Dies stellt eine offensichtliche Anlehnung an die „christliche Siegesvision“ dar, wie sie bei Laktanz und Eusebius von Caesarea überliefert ist. Das Friedensreich Konstantins wird gelobt, bezeichnenderweise geht Nazarius aber nicht auf die gegenwärtige politische Lage ein: Aufgrund der angespannten Situation wird deshalb auch nicht Licinius, der im Osten des Imperiums herrschte, erwähnt.

## Textausgaben und Übersetzungen
- Charles E. V. Nixon, Barbara Saylor Rodgers (Hrsg.): In Praise of Later Roman Emperors. The Panegyrici Latini. University of California Press, Berkeley u. a. 2015, ISBN 978-0-520-28625-2, S. 334–385, 608–628 (kritische Ausgabe nach Roger A. B. Mynors und englische Übersetzung mit Einleitung und Kommentar)